# Abisara baraka
Abisara baraka är en fjärilsart som beskrevs av Bennett 1950. Abisara baraka ingår i släktet Abisara och familjen Riodinidae. Inga underarter finns listade i Catalogue of Life.